# 中国共产党肇庆市委员会
中国共产党肇庆市委员会，简称中共肇庆市委，是中国共产党在广东省肇庆市的领导机关。
中共肇庆市委由中国共产党肇庆市代表大会选举产生。在代表大会闭会期间，执行中国共产党中央委员会的指示和中国共产党肇庆市代表大会的决议，领导肇庆市的工作，定期向中国共产党广东省委员会报告工作。
中国共产党肇庆市委员会常务委员会是中共肇庆市委的常设机关，由市委全体会议选举，在市委全体会议闭会期间行使市委职权。

## 沿革
1988年1月，中共肇庆市委成立。

## 职责
根据《中国共产党地方委员会工作条例》，中国共产党地方委员会主要实行政治、思想和组织领导，承担下列职能：
1. 对本地区重大问题作出决策。
2. 通过法定程序使党组织的主张成为地方性法规、地方政府规章或者其他政令。
3. 加强对本地区宣传思想文化工作的领导，牢牢掌握意识形态工作领导权、话语权。
4. 按照干部管理权限任免和管理干部，向地方国家机关、政协组织、人民团体、国有企事业单位等推荐重要干部。
5. 支持和保证人大、政府、政协、法院、检察院、人民团体等依法依章程独立负责、协调一致地开展工作，发挥这些组织中党组的领导核心作用。
6. 加强对本地区群团工作和统一战线工作的领导。
7. 动员、组织所属党组织和广大党员，团结带领群众实现党的目标任务。

## 机构设置
根据《肇庆市机构改革方案》，中国共产党肇庆市委员会设置党委机构（正县处级）15个。中共肇庆市委设置以下机构：
- 中共肇庆市纪律监察委员会监察委员会机关
- 中共肇庆市委办公室

### 职能部门
- 中共肇庆市委组织部
- 中共肇庆市委宣传部
- 中共肇庆市委统一战线工作部
- 中共肇庆市委政法委员会
- 中共肇庆市委社会工作部

（市委组织部加挂市公务员局牌子；市委宣传部加挂市新闻出版局（市版权局）牌子；市委统一战线工作部加挂市民族宗教事务局、市台港澳事务局、市侨务局牌子。）

### 办事机构
- 中共肇庆市委政策研究室
- 中共肇庆市委网络安全和信息化委员会办公室
- 中共肇庆市委外事工作委员会办公室
- 中共肇庆市委机构编制委员会办公室
- 中共肇庆市委巡查工作领导小组办公室
- 中共肇庆市委老干部局

（市委审计委员会办公室设在市审计局；市委教育工作领导小组办公室设在市教育局；市委全面深化改革委员会办公室设在市委政策研究室；市委全面依法治市委员会办公室设在市司法局；市委国家安全办公室设在市委办公室；市推进粤港澳大湾区建设领导小组办公室设在市发展和改革局；市委网络安全和信息化委员会办公室加挂市互联网信息办公室牌子，归口市委宣传部管理；市委外事工作委员会办公室与市外事局合署办公，归口市委统一战线工作部管理；市委老干部局归口市委组织部管理；市委机构编制委员会办公室归口市委组织部管理。）

### 派出机关
- 中共肇庆市委直属机关工作委员会

（市委教育工作委员会与市教育局合署办公，不计入机构限额。）

### 工作机关管理的机关
- 中共肇庆市委机要和保密局，由市委办公室管理。

（市委机要和保密局加挂市国家保密局、市密码管理局牌子。）

### 直属事业单位
- 中共肇庆市委党校
- 中共肇庆市委党史研究室
- 西江日报社
- 肇庆市档案馆

（中共肇庆市委党校挂肇庆市行政学院、肇庆市社会主义学院牌子；中共肇庆市委党史研究室挂肇庆市人民政府地方志办公室牌子。）

## 历届组成人员

### 市委书记
| - 陈邦贵（1988年2月－1993年3月） - 唐广安（1993年4月－1995年12月） - 陈均伦（1995年12月－2003年4月） - 林雄（2003年4月－2006年8月） - 覃卫东（2006年8月－2011年1月） - 徐萍华（2011年1月－2016年3月） - 赖泽华（2016年3月－2019年10月） - 范中杰（2019年10月－2021年6月） - 吕玉印（2021年6月－2021年11月） - 张爱军（2021年11月－） |